# 腹膜炎
腹膜炎（ふくまくえん、英: Peritonitis）は、腹膜の炎症を指す。

## 原因
- 急性のものは、胃・腸・虫垂・胆嚢・膵炎などの炎症・穿孔などにより、腹膜が細菌に感染する。
- 慢性のものは、結核が原因のことが多い。

## 症状
急性
- 腹部の疼痛。時間の経過と共にだんだんと痛む部分が広がっていく。
- ブルンベルグ徴候（腹部を圧迫した手を急に離すことで周囲に痛みが響く）のような現象を生じる。
- 筋性防御（腹筋部分が板のように硬くなる）という現象が生じる。
- 発熱・悪寒・嘔吐・頻脈などが起こる。
- 症状が重くなると意識を失い死亡する事もある。

慢性
- 症状は緩やかに経過するが、放置すると蛙の腹のようにふくれ、癌になることがある。

## 診断
- 血液検査（細菌性の場合白血球やCRPの上昇に注意する）
- X線検査
- 超音波検査
- CT検査など

## 治療
早期治療が基本とされている｡
- 手術による病巣除去
- 消化器穿孔治療
- 腹部洗浄
- 輸血・補液
- 抗生剤投与
- 酸素吸入など